# Universidad Estatal Aeroespacial de Samara
La Universidad Estatal Aeroespacial de Samara (SGAU) es una universidad rusa situada en la ciudad se Samara. La universidad funciona como centro de investigación y formación de profesionales para diversas industrias tales como la cohetería espacial y aeronáutica.
En 2009 la Universidad Estatal Aeroespacial de Samara se convirtió en la ganadora de las universidades rusas nacionales de investigación. En 2014, la agencia "Expert RA", incluyó a la universidad en la lista de las mejores instituciones de educación superior de la Comunidad de Estados Independientes, donde se le concedió la categoría de calificación "D" .

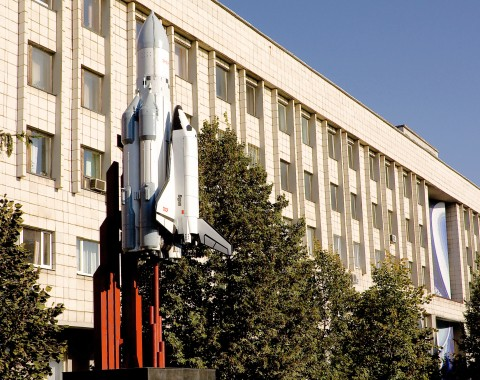
Universidad Estatal Aeroespacial de Samara

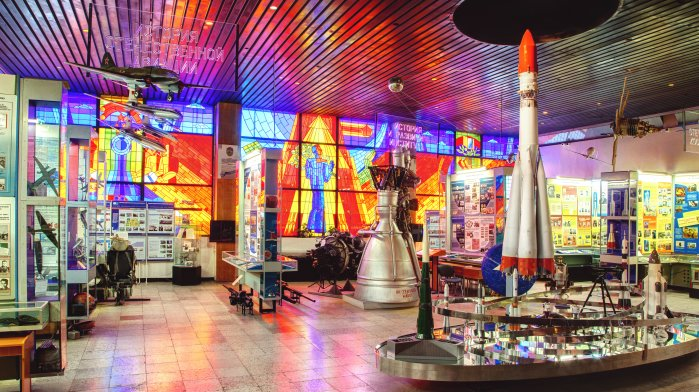
Universidad Estatal Aeroespacial de Samara

## Historia
La Universidad Estatal Aeroespacial de Samara S.P.Koroliov (SGAU) se fundó en el año 1942 como Instituto de Aviación de Kúibyishev (KuAI) con el objetivo de formar ingenieros para la industria aeronáutica. De acuerdo con la orden del Comité de toda la Unión para la Educación Superior en SNK, las clases en el instituto comenzaron en octubre de 1942, y en 1944 se hizo la primera promoción.
Los primeros maestros fueron eminentes científicos que fueron evacuados de Moscú, Leningrado, Kiev, Járkov y otras ciudades de la URSS debido a la guerra. Entre ellos Mijaíl Milliónschikov, quien fue un especialista en el campo de la aero-hidrodinámica, la física nuclear y la energía. 

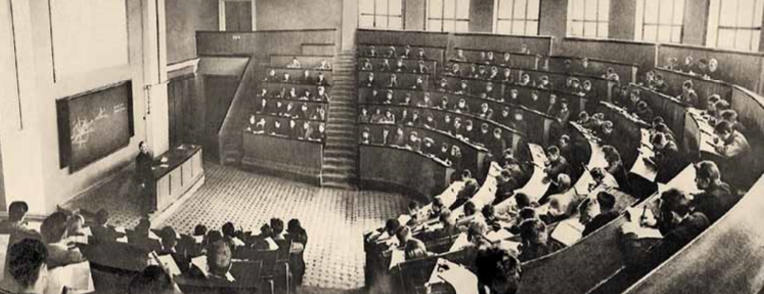
SSAU 1942

En los años de posguerra, la universidad está directamente relacionada con el desarrollo de la producción de nuevos modelos de aviones, incluyendo los primeros aviones de combate y bombarderos MiG-9, MIG 15, MIG-17, IL-28, TU-16, TU-95, los motores de la creación de VC-1, NK-4, SC-12 y muchos otros.
Desde 1957, el instituto comenzó la formación de especialistas en ingeniería espacial. Los científicos y expertos del Instituto participaron en el diseño y desarrollo de la producción nacional del primer misil balístico intercontinental R-7, R-7A, R-9; cohete "Vostok", "Mólniya 8K78", "Soyuz" y sus modificaciones. La universidad ha participado en la creación de complejos de cohetes espaciales para un vuelo tripulado a la Luna "N1/L3" sobre el proyecto de SP Reina, sistemas aeroespaciales "Energía-Burán", entre otros.
Desde 1956 hasta 1988, el instituto estuvo encabezado por el Héroe del Trabajo Socialista Profesor V.P.Lukachiov. Durante estos años, el Instituto se convirtió en uno de los mayores centros de investigación en la región, creando una escuela de científicos únicos, especialmente en el campo de la construcción y el diseño de motores de aviones y naves espaciales.
Entre el desarrollo científico de la institución en los años 50-70-s, se puede mencionar la creación de un material único "MR" (-Metal), que es ampliamente utilizado en todo el mundo para la fabricación de dispositivos en conjuntos complejos de amortiguación; también el desarrollo de toda una serie de microcentrales y refrigeración original de cámaras con un efecto torbellino; materiales de fabricación por metalurgia de polvos y más.
En los años 70-80, la investigación se centró en el campo de fuerzas de la vibración y la fiabilidad de los sistemas de motores, optimización de procesos y la gestión del tráfico de naves espaciales de desarrollo en el campo de la óptica de computadoras y otras tecnologías. En este momento, el instituto era un cambio de generaciones de líderes de los departamentos y facultades, ampliado la red de consejos de tesis, reforzó los contactos con la Academia Rusa de Ciencias, las organizaciones científicas y las empresas industriales del país.
Después de cambiar el nombre de la ciudad de Kúibyshev a Samara, el instituto pasó a llamarse Instituto de Aviación de Samara. En 1992, el Instituto de Aviación Samara fue renombrada a Universidad Estatal Aeroespacial de Samara.
En 2006, la Universidad Estatal Aeroespacial de Samara en el marco del proyecto nacional "Educación", fue ganadora del concurso de universidades rusas que aplican programas educativos innovadores, al presentar el proyecto "Desarrollo de un centro de competencias y formación de profesionales de clase mundial en el campo de las tecnologías aeroespaciales e Ingenierías Geo informáticas". Como resultado de esta victoria, la universidad ha recibido de los federales y regionales un aumento en su presupuesto.
En 2013, la Universidad Estatal Aeroespacial de Samara se convirtió en una de las 15 Universidades líderes de Rusia que implementarán el programa de nivelación de la competitividad con relación a los principales centros científicos académicos del mundo.

## Facultades y carreras
Facultad de Aeronaves
160.100.65 Ingeniería de aviones y helicópteros
160.400.65 Ingeniería, fabricación y mantenimiento de cohetes y naves espaciales
160.100.62 Diseño y Construcción de Aviones
160.400,62 Sistemas de Cohetes y Cosmonáutica
220.700.62 Ingeniería de Automatización de la producción
221.400.62 Gestión de la Calidad
151.600.62 Mecánica Aplicada
010.800.68 Mecánica y modelos matemáticos
Facultad de Motores de Aeronaves
160.700.65 Diseño de motores de aviones y cohetes
160.700.62 Motores de aeronaves
220.700.62 Automatización de procesos tecnológicos y producción
141.100.62 Construcción de Maquinarias Energéticas
151.900.62  Diseño y Provisión Tecnológica para la producción y construcción de maquinaria
Facultad de Ingeniería del transporte aéreo
162.300.62 Mantenimiento técnico de las aeronaves y motores
162.500.62 Mantenimiento técnico de los sistemas eléctricos de aeronaves, de control de vuelo y sistemas de navegación
190.700.62 Tecnología de los procesos de transporte
Facultad de Ingeniería y tecnología
150400.62 Ingeniería Metalúrgica
150700.62 Ingeniería Mecánica
152200.62 Nano Ingeniería
Facultad de Radio Ingeniería
210.601.65 Sistemas radioelectrónicos y equipos
200.500.62 Ingeniería Láser y tecnología láser
201.000.62 Sistemas biotécnicos y tecnología
210.100.62 Electrónica y nano electrónica
210.400.62 Radio ingeniería
211.000.62 Diseño y Tecnología de medios electrónicos
Facultad 6
090.303.65 Seguridad de la información de los sistemas automatizados
010.300.62 Informática Fundamental  y Tecnologías de la Información 010.400.62 Matemática Aplicada y Ciencias de la Computación
010.900.62 Matemáticas Aplicadas y Física
230.100.62 Ciencias de la Computación e Informática
Facultad de Economía y Administración
080100.62 Economía
080200.62 Administración
080200.68 Administración
080500.62 Business Informática
Facultad de Educación a distancia
211.000.62 Diseño y Tecnología de medios electrónicos
141.100.62 Construcción de Maquinarias energéticas
190.700.62 Tecnología de Procesos del transporte
151.900.62 Diseño y Provisión Tecnológica para la producción y construcción de maquinaria
230.100.62 Ciencias de la Computación e Informática
080.200.62 Administración
080.100.62 Economía
INSTITUTO DE POLIGRAFÍA
035.000.62 Industria Editorial
261.700.62 Ingeniería de producción poligráfica y de embalaje

## Principales ramas científicas de la universidad
1. Construcción de maquinaria espacial.
2. Aeronáutica.
3. Construcción de motores Aeroespaciales.
4. Dinámica y vibro acústica de las máquinas.
5. Materiales y Tecnologías Aeroespaciales.
6. Sistemas Láser y sistemas biomédicos.
7. Ingeniería de radio, micro y nano electrónica.
8. Tecnologías de la Información, la óptica computacional y procesamiento de imágenes.
9. Geo informática Espacial y seguridad de la información.
10. Procesos físico-químicos y gasodinámicos.